# 크루제이루 EC
크루제이루 이스포르치 클루비(브라질 포르투갈어 발음: [kɾuˈzejɾu esˈpoɾtʃi ˈklubi])는 브라질의 축구 클럽으로, 미나스제라이스주의 도시인 벨루오리존치를 연고로 한다. 현재 브라질 전국 리그인 캄페오나투 브라질레이루 세리이 A와 미나스제라이스 주의 주별 리그 캄페오나투 미네이루에 참여하고 있다. 2019년까지 브라질 전국 1부 리그에서 단 한번도 강등된 적 없는 네 개 클럽 중 하나였으나 2019 시즌에 17위로 강등되었으며, 2022 시즌 세리이 B에서 우승하며 3년만에 다시 1부 리그로 승격하였다.
크루제이루는 1921년 1월 2일 벨루오리존치의 이탈리아계 이주민들이 소시에다지 이스포르티바 팔레스트라 이탈리아(Sociedade Esportiva Palestra Itália)라는 이름으로 설립되었다. 이 클럽은 1925년까지는 이탈리아계 이주민 출신의 선수만 영입할 수 있었으며 이로 인해 당시 클럽의 엠블럼 색도 이탈리아의 국기와 같은 색인 초록색, 흰색, 빨간색이었다. 제2차 세계 대전 때 브라질이 연합국으로 참전하면서 이탈리아를 연상시키는 클럽명은 강제로 개명당했고, 1942년에 크루제이루 EC로 개칭했다. 이때 클럽의 앰블렘 색도 파란색과 흰색으로 바뀌었다. 크루제이루는 브라질의 국기에 그려진 남십자자리를 나타낸다고 한다.
크루제이루는 미나스제라이스주에서의 최대 라이벌인 아틀레치쿠 미네이루와 대등한 우승 경력을 가지고 있다. 2003년에는 브라질 전국 선수권 우승과 코파 두 브라질에서 우승을 거두며, 브라질 사상 최초로 3관왕을 달성한 클럽이 되었다. 이후 2013 시즌과 2014 시즌에 전국 리그 우승을 차지하며, 2018년 현재까지 총 세 번의 전국 리그 우승 기록을 세우고 있다. 국제 무대에선 1976년과 1997년 두 번 코파 리베르타도레스에서 남미 챔피언에 등극한 경력을 가지고 있다. 브라질의 전국구 컵 대회인 코파 두 브라질은 5회 우승, 캄페오나투 미네이루에서는 37회 우승 경력을 가지고 있다.
홈 경기장인 미네이랑 경기장은 최대 라이벌인 아틀레치쿠 미네이루와 같이 사용하고 있으며, 클럽의 주된 주안점은 축구인데도 불구하고, 크루제이루는 반직업적인 육상 경기, 보치아, 볼링과 같은 다른 종목의 팀도 포괄하고 있다.

## 역사

### 초창기 1920~50년대
크루제이루 이스포르치 클루비는 브라질 미나스제라이스주 벨루오리존치의 이탈리아계 이주민들에 의해 창단되었으며, 이는 상파울루의 이탈리아계 이주민들이 창단한 SE 파우메이라스와 비슷한 경우였다. 구단은 1921년 1월 2일 창단되었으며, 당시 미나스제라이스의 3대 팀이었던 아틀레치쿠 미네이루, 아메리카 미네이루, 얄리를 견제할 만한 구단이 되는 것을 목표로 삼았다. 창단 회의 당시 95명의 창립자들이 모였으며, 이들은 구체적으로 구단의 상징색과 앰블럼 등을 구상하였다. 창단 당시 구단의 상징색은 이탈리아의 삼색인 초록색과 흰색, 붉은색으로 이루어져있었으며, 이탈리아계 사람들만 입단을 허가하도록 규정하였다. 구단명은 소시에타 스포르치바 팔레스트라 이탈리아로 결정되었으며, 초대 회장으로 아우렐리우 노시가 선출되었다.
SS 팔레스트라 이탈리아는 이탈리아계 지역 사회 사이에서 빠르게 성장하였다. 또한 팔레스트라 이탈리아는 부유한 지배자 계급 위주였던 아틀레치쿠 미네이루나 아메리카 미네이루와 달리, 벨루오리존치의 노동자 계급을 위한 구단으로 자리매김하였다. 하지만 이탈리아 순혈주의는 다른 구단들보다 오래 유지되었으며, 1925년에야 해당 규정을 삭제하였다.

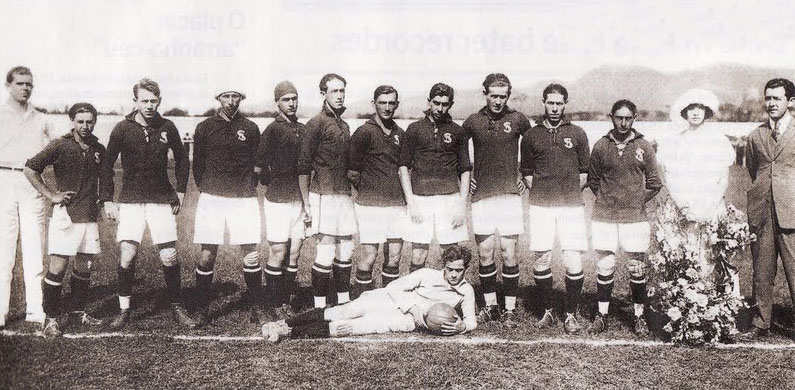
1923년 CR 플라멩구와의 경기를 앞둔 크루제이루 선수단.

팔레스트라 이탈리아의 역사적인 첫 경기는 1921년 4월 3일 이스타지우 프라두 미네이루에서 펼쳐졌으며, 상대팀은 노바 리마의 축구단 연합팀이었다. 구단의 공식적인 첫 경기는 아틀레치쿠 미네이루와의 경기였으며, 이 경기는 팔레스트라 이탈리아의 3-0 승리로 끝이 났다.
1942년 1월, 제2차 세계 대전에 브라질이 연합국으로 참전하면서, 브라질 내에 이탈리아를 연상시키는 구단명들은 모두 강제 개명을 요구당했다. 이로 인해 팔레스트라 이탈리아는 소시에다지 이스포르치바 팔레스트라 미네이루로 구단명을 교체하게 되었다. 6개월이 지난 뒤, 구단의 새로운 명칭에 대해 논의가 재개되었다. 얄리, 이피랑가 등의 이름도 제의되었으나, 최종적으로 크루제이루 이스포르치 클루비가 선택되었다. 구단의 새로운 상징으로는 브라질의 국기에 사용되는 남십자자리를 선택하였다. 동시에 구단의 상징색도 파란색으로 변경하였는데, 이는 이탈리아 축구 국가대표팀의 상징색이면서도 브라질의 국기에 존재하는 색상이었기에 선택될 수 있었다. 그러나 1943년까지 구단의 공식 명칭으로는 팔레스트라 미네이루가 사용되었으며, 그 이후부터 크루제이루라는 이름을 사용하였다.

### 황금기: 1960~70년대
1965년 미네이랑이 개장하면서, 크루제이루는 구단 역사상 가장 빛나는 시점으로 접어들게 되었다. 구단은 캄페오나투 미네이루에서 5년 연속 우승을 차지하였으며, 1966년에는 브라질 전국구 선수권 대회이자, 당시 브라질 최고의 권위를 자랑하고 있었던 타사 브라질에서 펠레의 산투스 FC를 꺾고 우승을 차지하였다. 이 대회의 결승전 1차전은 미네이랑에서 펼쳐졌으며, 크루제이루의 6-2 승리로 끝이났고, 2차전에서도 3-2 승리를 거두었다. 1971년 브라질 전국 대회가 개최되었으며, 1974 시즌에는 CR 바스쿠 다 가마의 뒤를 이어 2위를 기록하였다. 바로 다음 시즌인 1974 시즌에도 준우승을 차지하였다. 1976년 코파 리베르타도레스 시즌에는 아르헨티나의 리버 플라테를 상대로 3-2 승리를 거두며, 남미 선수권 대회 최종 우승의 영광을 누렸다. 뒤이어 1976년 인터콘티넨털컵 시즌에 참여하였으며, FC 바이에른 뮌헨에게 패하며 준우승에 머물렀다. 1977년 코파 리베르타도레스 시즌에는 보카 주니어스 다음으로 대회 준우승에 머물렀다.

### 침체기: 1980년대
그러나 1960~70년대의 영광을 뒤로 한채, 1980년대에 들어서면서 크루제이루는 침체기에 빠졌다. 몇몇 캄페오나투 미네이루 우승을 제외하고는, 이렇다 할 우승이 없었다. 1984년에는 전국리그 33위를 기록하며, 역사상 최악의 기록을 세웠다. 뒤이어 1985년에도 29위에 머무르며, 좋지 않은 성적을 연속으로 기록하였다. 1980년대는 크루제이루가 역사상 유일하게 코파 리베르타도레스에 한번도 참여하지 못한 유일한 시대이다.

### 화려한 부활: 1990~2010년대
1990년대에 들어서 크루제이루는 부활의 날갯짓을 시작하였다. 구단은 매해마다 트로피를 한개씩 추가해 나가며, 그 위상을 복원하는 데에 힘썼다. 캄페오나투 브라질레이루 세리이 A 2013 시즌은 구단 역사상 가장 위대한 업적을 남긴 시즌으로, 승점 100점과 100점 이상 득점을 기록하며 우승을 차지한 시즌이었다. 이는 크루제이루 뿐만이 아니라 브라질의 여느 구단보다도 뛰어난 성적으로 우승한 기록이었다. 또한 크루제이루는 그 해에 코파 두 브라질과 캄페오나투 미네이루에서도 우승을 차지하며, 브라질 국내 대회 3관왕을 차지하였다.
2003년이 지나고 2012년까지 크루제이루는 캄페오나투 미네이루에서 4회 우승을 한 것을 제외하고 마땅한 우승 트로피 없이 보냈으나, 꾸준하게 상위권을 유지하였다. 그 결과 2008, 2009, 2010, 2011년 4년 연속으로 코파 리베르타도레스에 참여하는 기록을 세우기도 하였다. 2009년 코파 리베르타도레스 시즌에는 결승전에도 올랐으나, 아르헨티나의 에스투디안테스 데 라 플라타에게 2-1로 패하고 준우승에 머물렀다. 캄페오나투 브라질레이루 세리이 A 2011 시즌에 크루제이루는 갑작스런 위기를 맞이하며, 강등 경쟁에 빠지게 되었다. 그러나 마지막 라운드에 숙명의 라이벌인 아틀레치쿠 미네이루를 6-1로 대파하면서 기적적으로 잔류에 성공하는 드라마를 쓰기도 하였다. 전국 리그 2012 시즌에는 예년보다 조금 나아진 성적표를 들었고, 2013 시즌에는 우승을 차지하며, 무너졌던 명예를 되찾았다. 캄페오나투 브라질레이루 세리이 A 2014 시즌에 또다시 우승을 차지하며 브라질 역사상 리우데자네이루주와 상파울루주를 연고로 하지 않은 구단 중 최초로 전국 리그 2년 연속 우승을 차지한 구단이 되었다. 또한 같은 해 캄페오나투 미네이루에서 무패 우승을 달성하기도 하였다.

## 상징

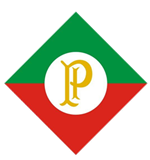
크루제이루의 창단 당시 앰블럼

크루제이루가 SS 팔레스트라 이탈리아라는 이름을 사용하고 있었을 당시, 구단의 상징색은 초록색이었다. 홈 유니폼은 짙은 녹색 상의와 흰색 하의 그리고 녹색 스타킹으로 이루어져 있었다. 1928년 녹색의 명도가 조금 더 높아졌으며, 흰색과 붉은색의 세부 요소가 추가되기 시작하였다. 이는 이탈리아의 국기의 삼색으로부터 유래된 것이었다. 이 색 조합 때문에, 구단은 앵무새(포르투갈어: periquito)라는 별칭을 얻기도 하였다.
구단의 초창기 앰블럼은 마름모꼴로 형성되었고, 상단이 초록색이며 하단이 붉은색 그리고 중앙의 원이 흰색으로 이루어져있었다. 가운데 글자는 팔레스트라 이탈리아(Palestra Italia)의 머리 글자인 P와 I를 본 따 합성한 문양이다.
1942년 제2차 세계 대전에 브라질이 연합국으로 참전하면서, 이탈리아와 연관된 모든 것이 변경되었다. 구단의 상징색 또한 이탈리아의 국기와 연관되어 있었기 때문에 변경이 불가피하였고, 상징색을 파란색으로 교체하였다.

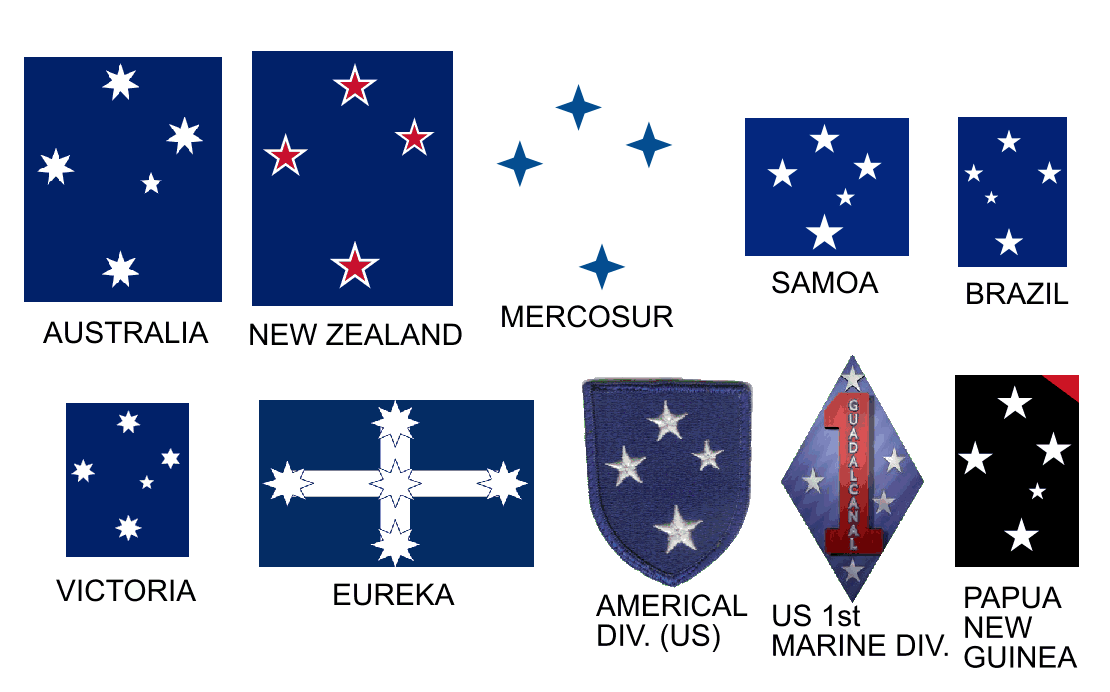
남십자자리는 남반구의 국가들 사이에서 보편적으로 쓰이는 문양이다.

이 후로 크루제이루의 앰블럼 또한 변경되어야 했는데, 1950년 초안이 만들어졌으며 이는 푸른색 계열의 단순한 원형 모양의 앰블럼이었다. 가운데에 남십자자리를 추가하고, 세부 사항을 조율한 뒤 정식 앰블럼으로 발표되었다.

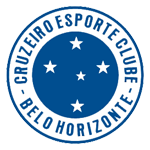
1950년대 크루제이루 앰블럼

1959년 앰블럼의 흰색 테두리에 적혀 있던 -CRUZEIRO ESPORTE CLUBE-BELO HORIZONTE문구가 파란색으로 변경되었고, 이는 1996년까지 사용되며 구단 역사상 가장 오래동안 사용된 앰블럼이었다. 1996년 BELO HORIZONTE 문구가 삭제되었고, 2006년에는 2003년의 영광스러운 시절을 기념하기 위해 앰블럼 상단에 왕관을 추가하였다.

## 응원가

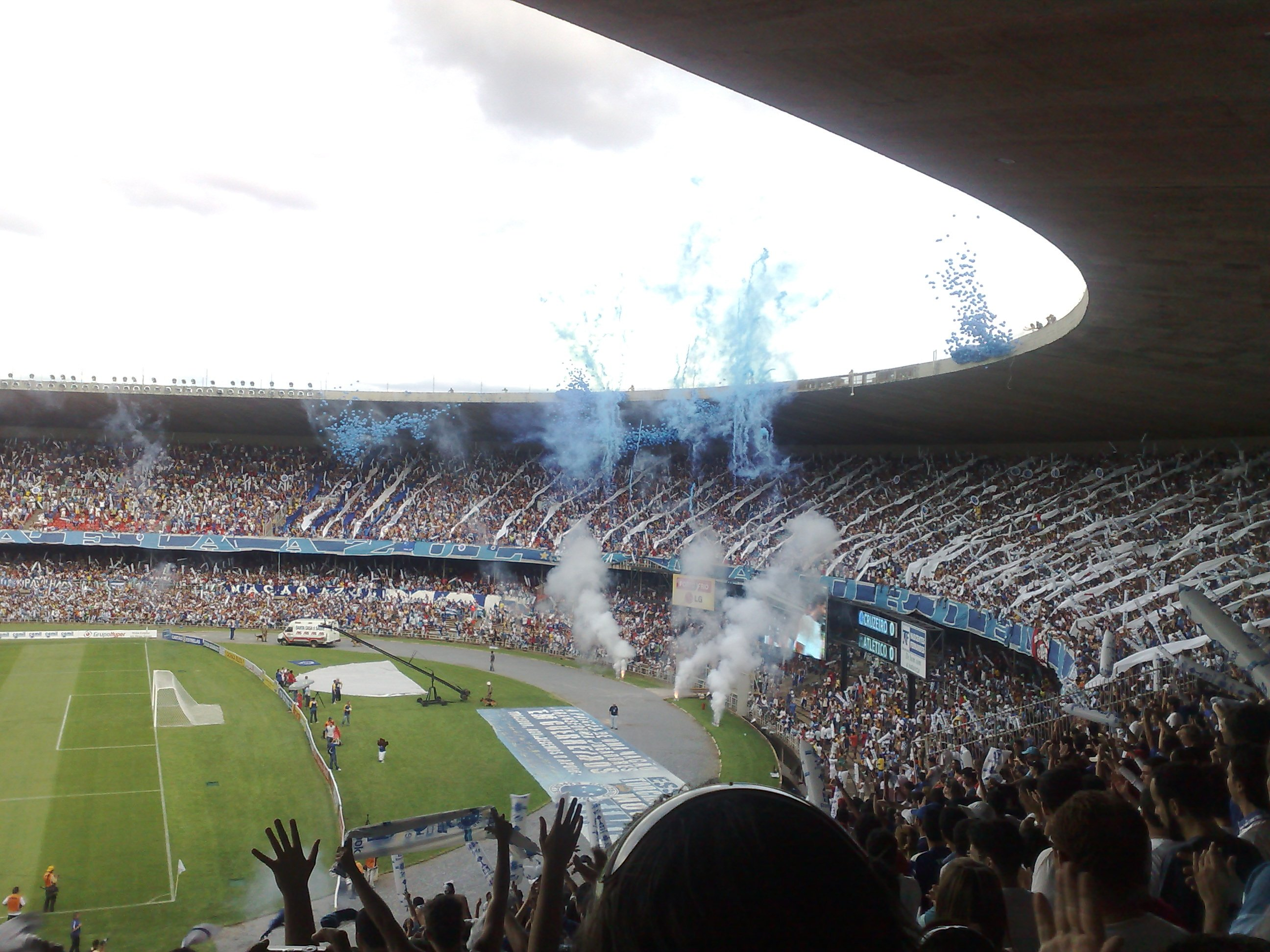
크루제이루의 서포터들

구단의 공식적인 응원가는 이누 앙 캄페앙(포르투갈어: Hino ao Campeão)이며, 브라질의 음악가 자디르 암브로시우에 의해 만들어졌다. 막상 그는 이 곡을 구단의 공식 응원가로 사용되는 것을 목적으로 만든 것은 아니었지만, 구단의 팬들의 사랑을 가장 크게 받는 노래로 자리잡으면서, 구단의 공식 응원가로 선정되었다.

## 선수단

### 1군 선수단
2025년 6월 10일 기준

참고: FIFA 자격 규정에 따라 소속된 국가대표팀 국기를 표시합니다. 선수는 복수의 FIFA 비회원국 국적을 가지고 있을 수 있습니다.
| 번호 | 포지션 | 국적             | 이름              |
| ---- | ------ | ---------------- | ----------------- |
| 1    | GK     |                  | 카시우 하무스     |
| 6    | DF     |                  | 카이키 브루노     |
| 7    | FW     |                  | 마르키뉴스        |
| 8    | MF     |                  | 마테우스 헨리크   |
| 11   | FW     | 콩고 민주 공화국 | 야니크 볼라시     |
| 12   | DF     |                  | 윌리엄            |
| 14   | DF     | 파라과이         | 마테오 가마라     |
| 15   | DF     |                  | 파브리시우 브루노 |
| 19   | FW     |                  | 카이우 조르즈     |
| 21   | MF     |                  | 에두아르도        |
| 34   | DF     |                  | 조나단 헤수스     |

| 번호 | 포지션 | 국적 | 이름   |
| ---- | ------ | ---- | ------ |
| 94   | FW     |      | 완델손 |

## 역대 감독
| 감독                     | 임기        |
| ------------------------ | ----------- |
| 자이르 페헤이라          | 1987        |
| 자이르 페헤이라          | 1992        |
| 자이르 페헤이라          | 1995        |
| 네우시뉴 바프치스타      | 1997        |
| 루이스 펠리피 스콜라리   | 2000 ~ 2001 |
| 오즈와우두 지 올리베이라 | 2006        |
| 도리바우 주니오르        | 2007        |
| 아지우송 지아스 바치스타 | 2008 ~ 2010 |
| 파울루 벤투              | 2016        |
| 아지우송 지아스 바치스타 | 2019 ~ 2020 |
| 루이스 펠리피 스콜라리   | 2020 ~ 2021 |

## 수상

### 우승 경력

#### 대륙 대회
- 코파 리베르타도레스
  - 우승 2회: 1976, 1997
- 코파 수다메리카나
  - 우승 2회: 1991, 1992
- 레코파 수다메리카나
  - 우승 1회: 1998
- 수페르코파 수다메리카나
  - 우승 1회: 1994
- 코파 지 오루
  - 우승 1회: 1995

#### 국내 대회
- 캄페오나투 브라질레이루 세리이 A
  - 우승 4회: 1966, 2003, 2013, 2014
- 코파 두 브라지우
  - 우승 6회: 1993, 1996, 2000, 2003, 2017, 2018
- 캄페오나투 브라질레이루 세리이 B
  - 우승 1회: 2022

#### 주 대회
- 코파 술미나스
  - 우승 2회: 2001, 2002
- 코파 센트루오에스치
  - 우승 1회: 1999
- 캄페오나투 미네이루
  - 우승 37회: 1926, 1928, 1929, 1930, 1940, 1943, 1944, 1945, 1956, 1959,1960, 1961, 1965, 1966, 1967, 1968, 1969, 1972, 1973, 1974, 1975, 1977, 1984, 1987, 1990, 1992, 1994, 1996, 1997, 1998, 2003, 2004, 2006, 2008, 2009, 2011, 2014
- 코파 두스 캄페옹이스 미네이로스
  - 우승 2회: 1991, 1999
- 수페르캄페오나투 미네이루
  - 우승 1회: 2002
- 타사 미나스제라이스
  - 우승 5회: 1973, 1982, 1983, 1984, 1985
- 캄페오나투 미네이루 개막 토너먼트
  - 우승 10회: 1926, 1927, 1929, 1938, 1940, 1941, 1943, 1944, 1948, 1966

틀:크루제이루 EC
틀:크루제이루 EC 감독